# Blanus tingitanus
Blanus tingitanus е вид влечуго от семейство Blanidae. Видът не е застрашен от изчезване.

## Разпространение
Разпространен е в Испания и Мароко.